# سفارة دولة فلسطين لدى سويسرا
سفارة دولة فلسطين لدى سويسرا هي الممثلية الدبلوماسية العُليا لدولة فلسطين لدى سويسرا. تقع السفارة في برن.

## التاريخ
حتى عام 1994، كان لمنظمة التحرير مكتب اتصال في جنيف.
في عام 1994، أصبح للسلطة الوطنية الفلسطينية تمثيل رسمي لدى سويسرا، وتم افتتاح مكتب التمثيل الرسمي الفلسطيني لدى جنيف.
في عام 2003، افتتحت المفوضية الفلسطينية العامة لدى سويسرا في العاصمة برن، وعُين أنيس القاق رئيسًا لها.
في عام 2014، تم رفع مستوى التمثيل الدبلوماسي الفلسطيني من مستوى مفوضية عامة إلى بعثة كاملة الامتيازات والحصانات.